# Petrov (ort i Tjeckien, Södra Mähren, lat 49,53, long 16,49)
Petrov är en ort i Tjeckien.   Den ligger i regionen Södra Mähren, i den östra delen av landet, 160 km öster om huvudstaden Prag. Petrov ligger 521 meter över havet och antalet invånare är 147.
Terrängen runt Petrov är kuperad österut, men västerut är den platt. Terrängen runt Petrov sluttar österut. Runt Petrov är det ganska tätbefolkat, med 116 invånare per kvadratkilometer. Närmaste större samhälle är Boskovice, 13,3 km öster om Petrov. I omgivningarna runt Petrov växer i huvudsak blandskog.